# باغ‌موزه هفت‌تنان

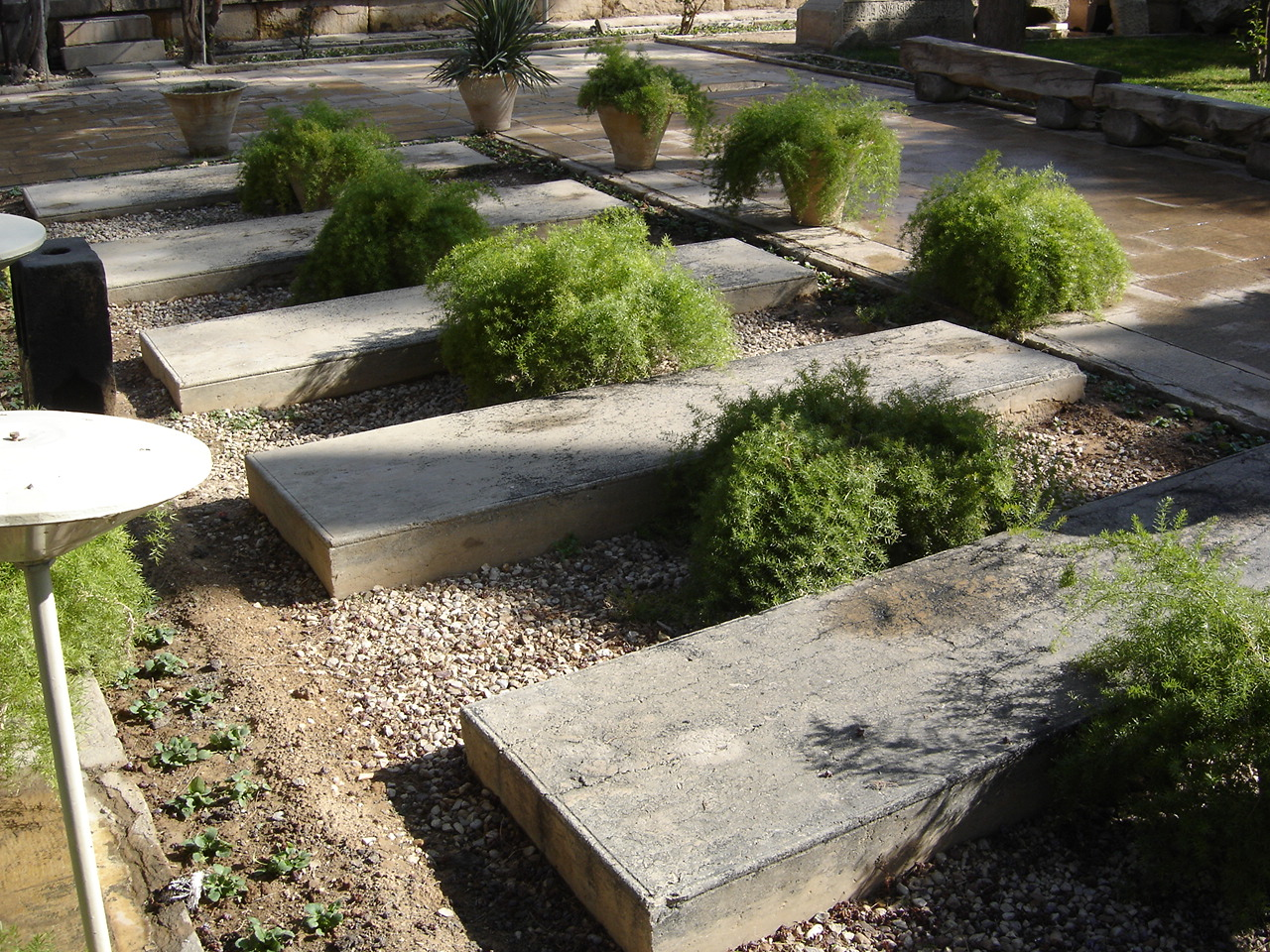
موزه سنگ هفت‌تنان

باغ‌تکیه یا باغ‌موزه هفت‌تنان یکی از قدیمی‌ترین اماکن تاریخی شیراز است. این باغ به سده‌های پیش از عهد زندیه و عمارت آن از بناهای دورهٔ کریم‌خان زند است. این باغ در بن کوه چهل مقام و در شمال آرامگاه حافظ قرار گرفته است. بیشتر جهانگردانی که در چند سدهٔ اخیر به شیراز سفر کرده‌اند باغ تکیه هفت تنان و عمارت زیبای آن را وصف کرده‌اند. مردم شیراز نیز به این مکان دلبستگی خاص دارند و سابقاً گاه در طلب باران و استجابت دعا روی بدین مکان می‌آورده‌اند.
بنای چهل مقام با ۴۰ سنگ قبر در پایین‌تر بنای هفت تنان قرار گرفته که به نوعی با هم در ارتباط بوده‌اند، طبق روایت‌ها هفت تنان، هفت درویش بوده‌اند که با ۴۰ تنان عهد می‌کنند موقع مرگ با کمک هم یکدیگر را دفن کنند، در این بنا ۶ قبر کنار یکدیگر و یک قبر پایین‌تر از بقیه قرار گرفته که مربوط به آخرین نفر است، آخرین نفر قبل از مرگ به محله می‌رود و به بازاریان می‌گوید یک نفر اینجا مرده است فردا صبح به کمک من بیایید تا او را دفن کنیم، فردا صبح که مردم بازار به خانهٔ آنها می‌روند می‌بینند او همان مردی است که دیروز برای کمک آمده بود و از مرگ خود اطلاع داشته است!
روی قبرها هیچ اسم و نشانی نیست زیرا آنها به مقامی رسیده بودند که می‌گفتند اگر کار خیری کردی لازم نیست نامت را همه بداند چون این کار را در راه خدا کردی نه برای ریا! چهل مقام

## وجه تسمیه
علت نامگذاری این بنا به هفت تنان، وجود هفت قبر از هفت عارف در این باغ است که کریم خان زند روی هر کدام، سنگ بزرگ بدون کتیبه‌ای نصب کرده است.

## پیکربندی
از دیدنی‌های این عمارت تالاری است که سقف آن بر دو ستون بزرگ یکپارچه استوار شده و در طاقچه‌های بالایی آن، پنج مجلس روی گچ نقاشی شده و از شاهکارهای نقاشی دوران زندیه محسوب می‌شود. این مجموعه در سال‌های ۱۳۳۶ و ۱۳۳۷ شمسی توسط نقاش و هنرمند محمد باقرجهان میری تعمیر و تجدید شد. این پنج مجلس به ترتیب عبارتند از: درویشی با تبرزین و کشکول، نقش موسی در حال شبانی، منظرهٔ شیخ صنعان و دختر ترسا، نقش ابراهیم، و نقش درویش جوان. سنگ‌های موجود دراین موزه متعلق به سده‌های سوم تا یازدهم هجری قمری است که با انواع خطوط کوفی، ثلث، نستعلیق دیوانی، توقیع، تعلیق- نسخ و… به طرز زیبایی تزیین شده است. حوض بزرگی هم در وسط عمارت اصلی به چشم می‌خورد که در گذشته از آب رکن‌آباد پر می‌شده است. باغ تکیه هفت‌تنان در انتهای بلوار هفت تنان، روبروی خیابان چهل مقام قرار دارد.

## ثبت در آثار ملی
این اثر در تاریخ ۱۵ دی ۱۳۱۰ با شمارهٔ ثبت ۷۴ به‌عنوان یکی از آثار ملی ایران به ثبت رسیده است.

## نگارخانه

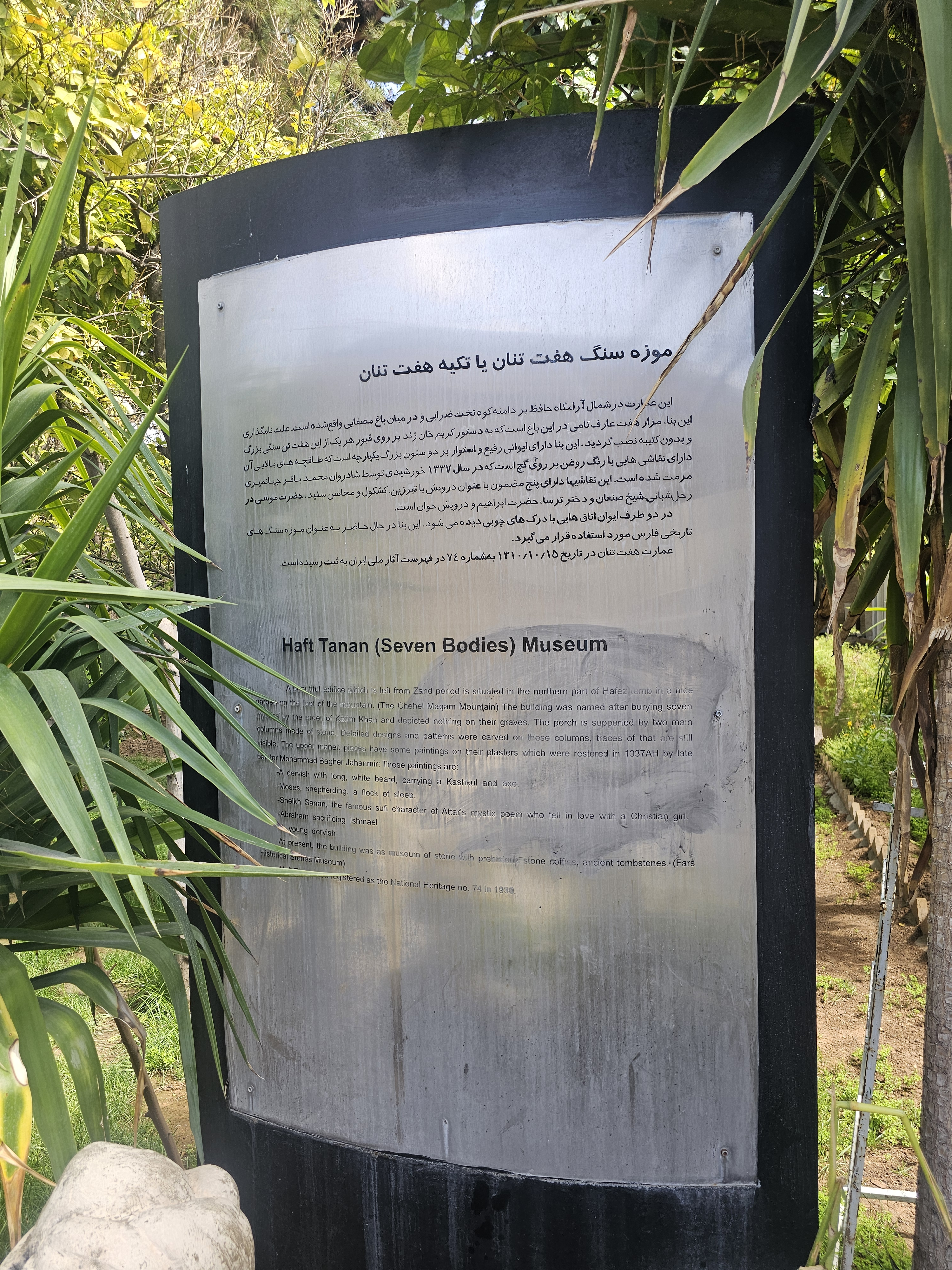
معرفی موزه
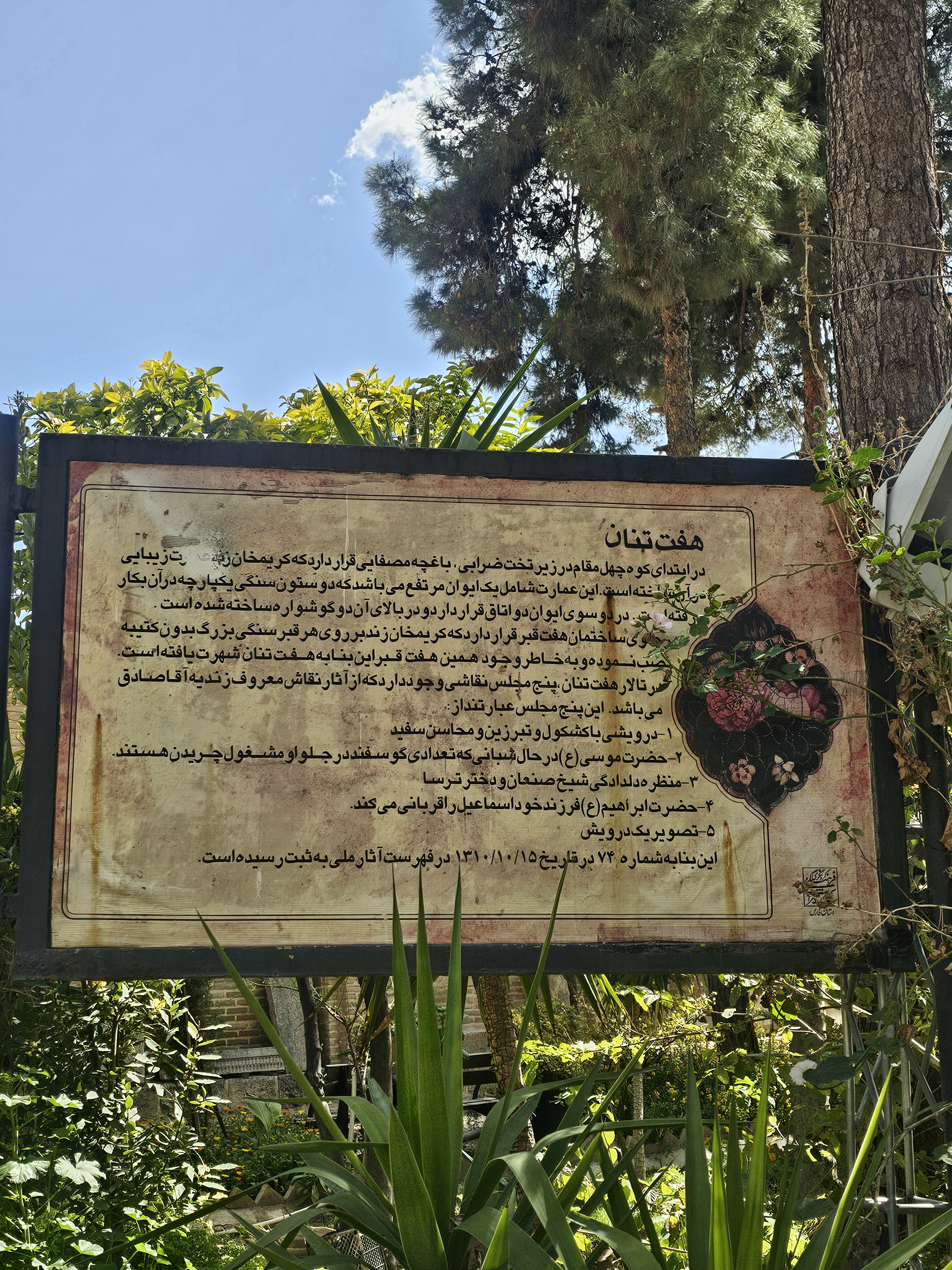
معرفی موزه
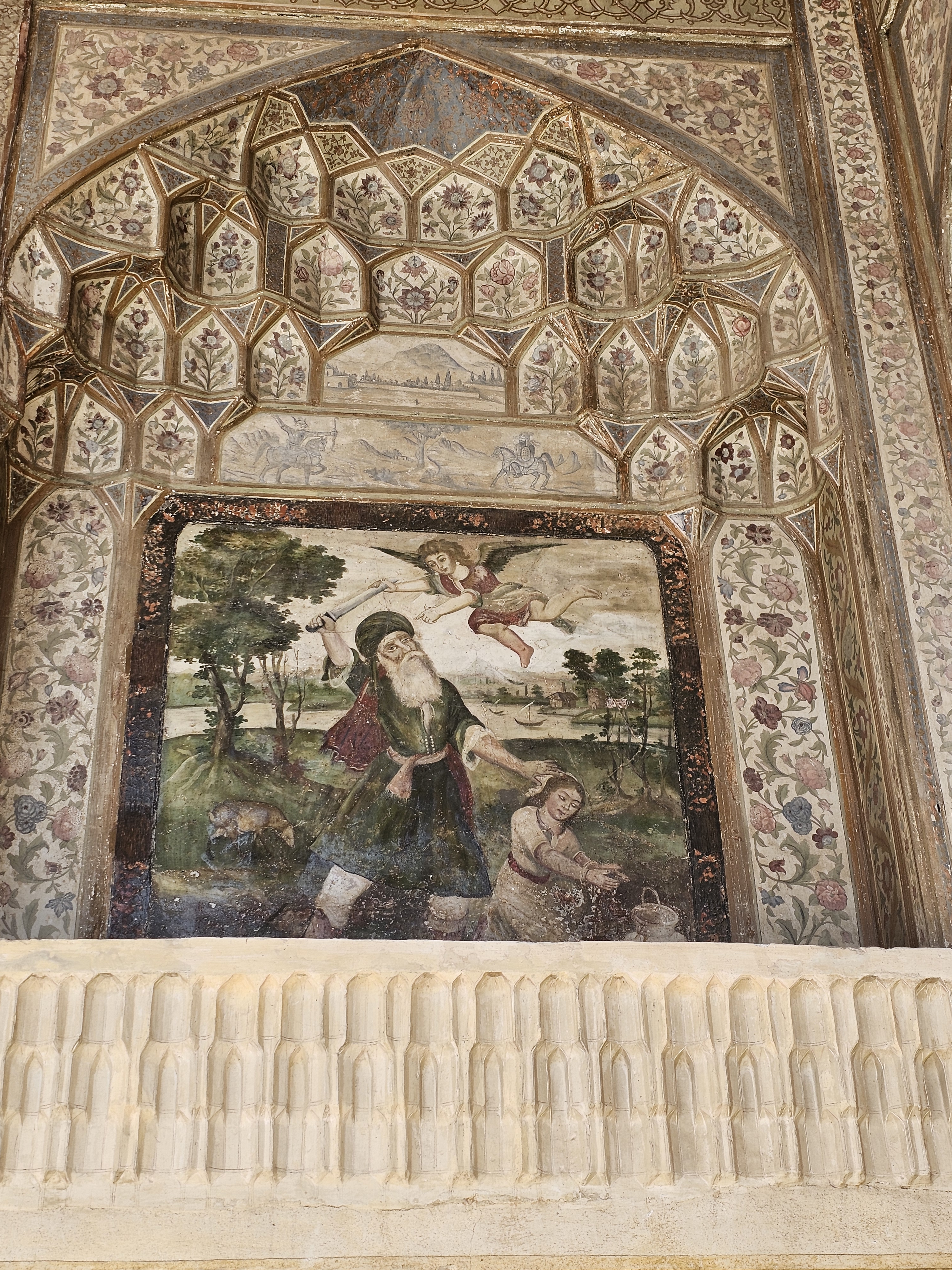
حضرت ابراهیم و اسماعیل
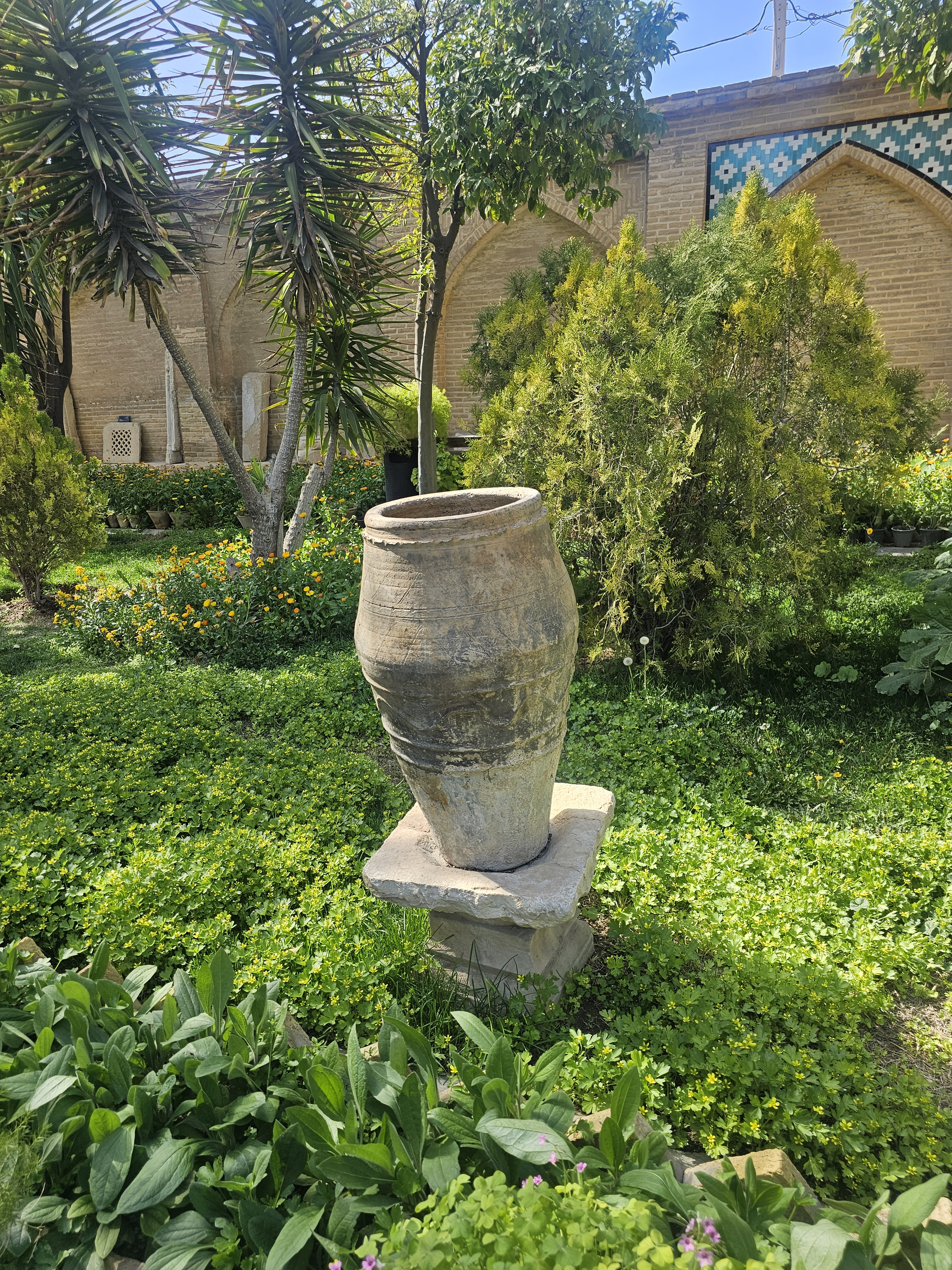
خمره ساسانی
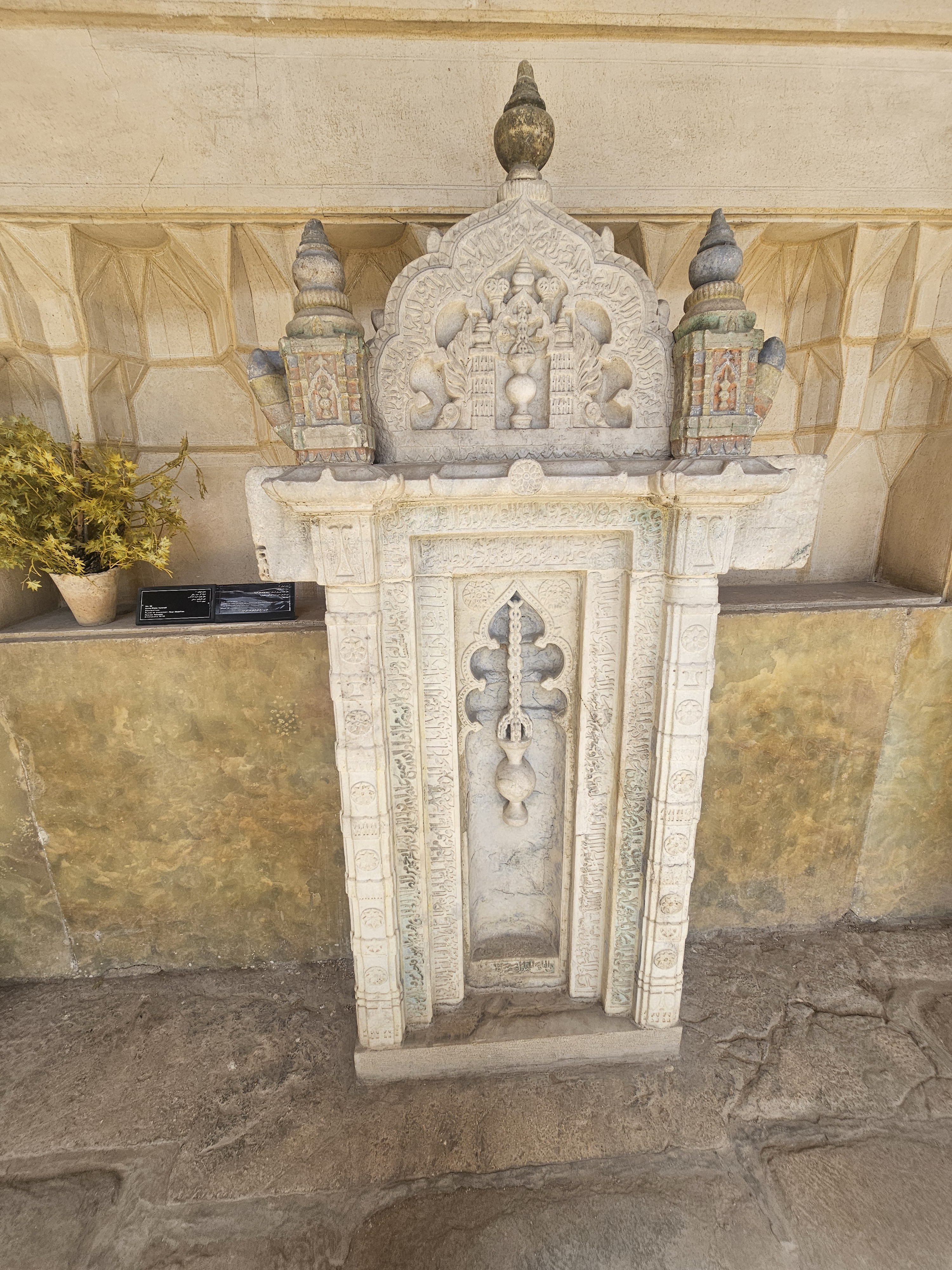
منبر
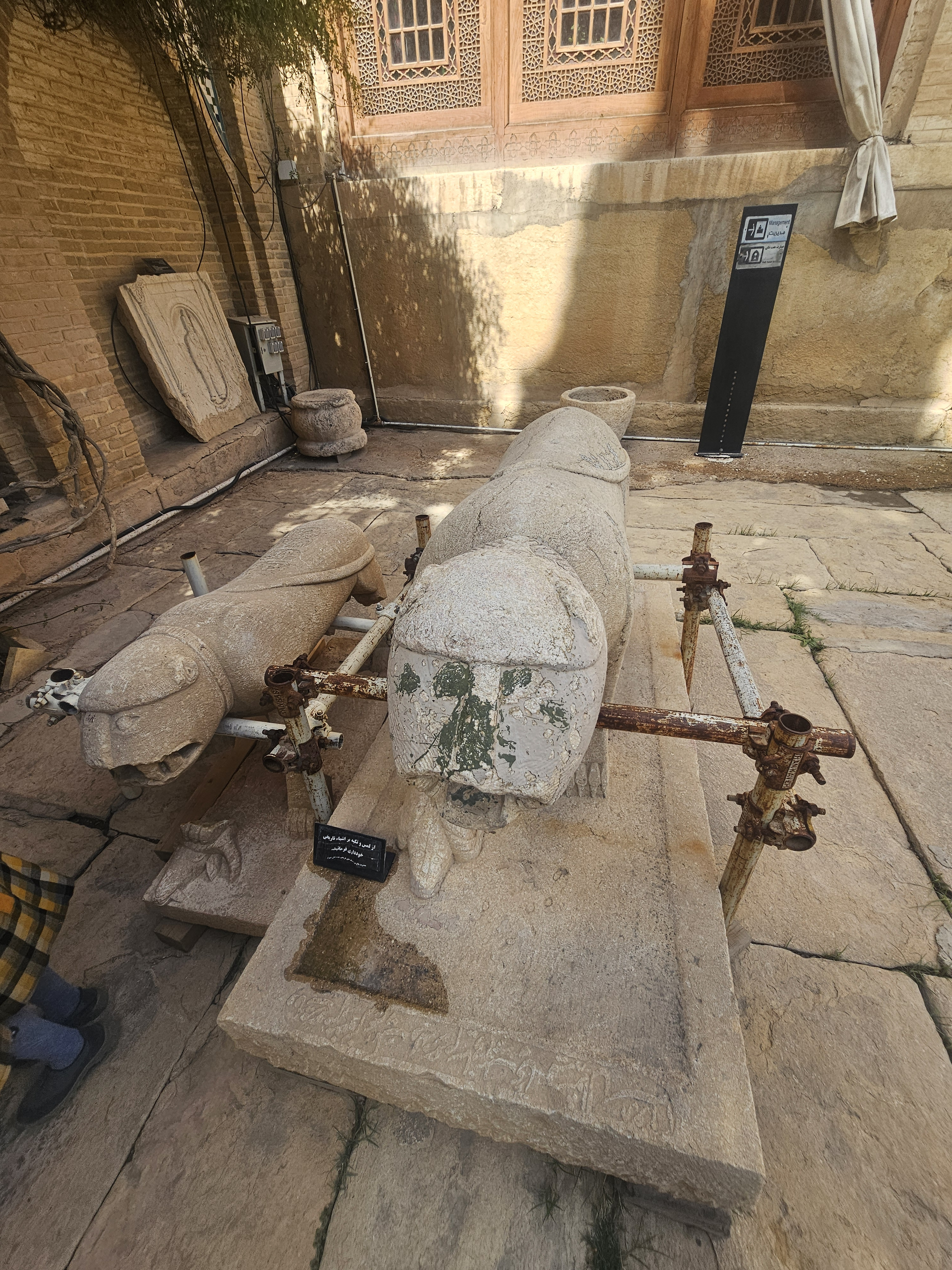
شیر سنگی
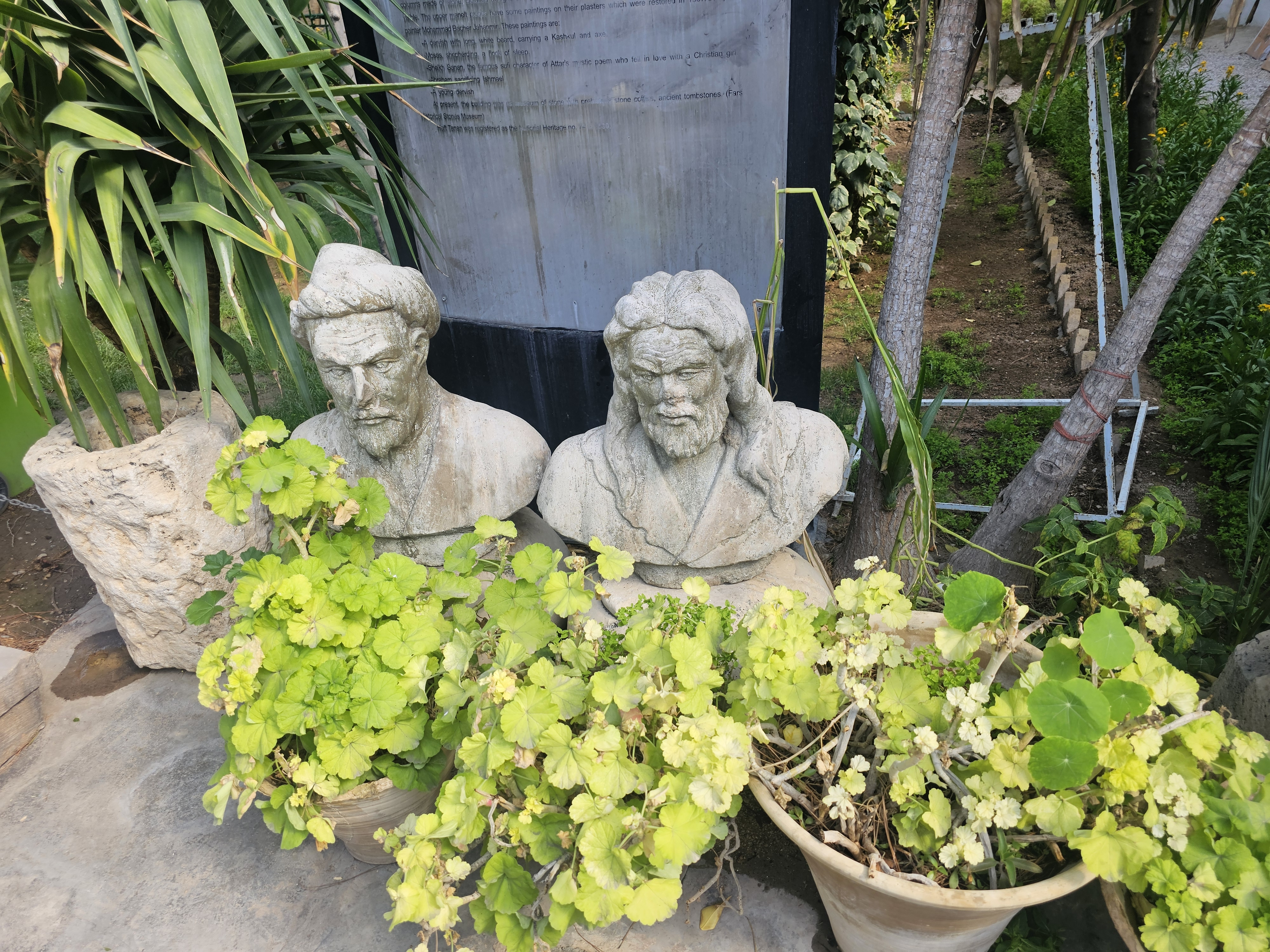
حافظ و سعدی
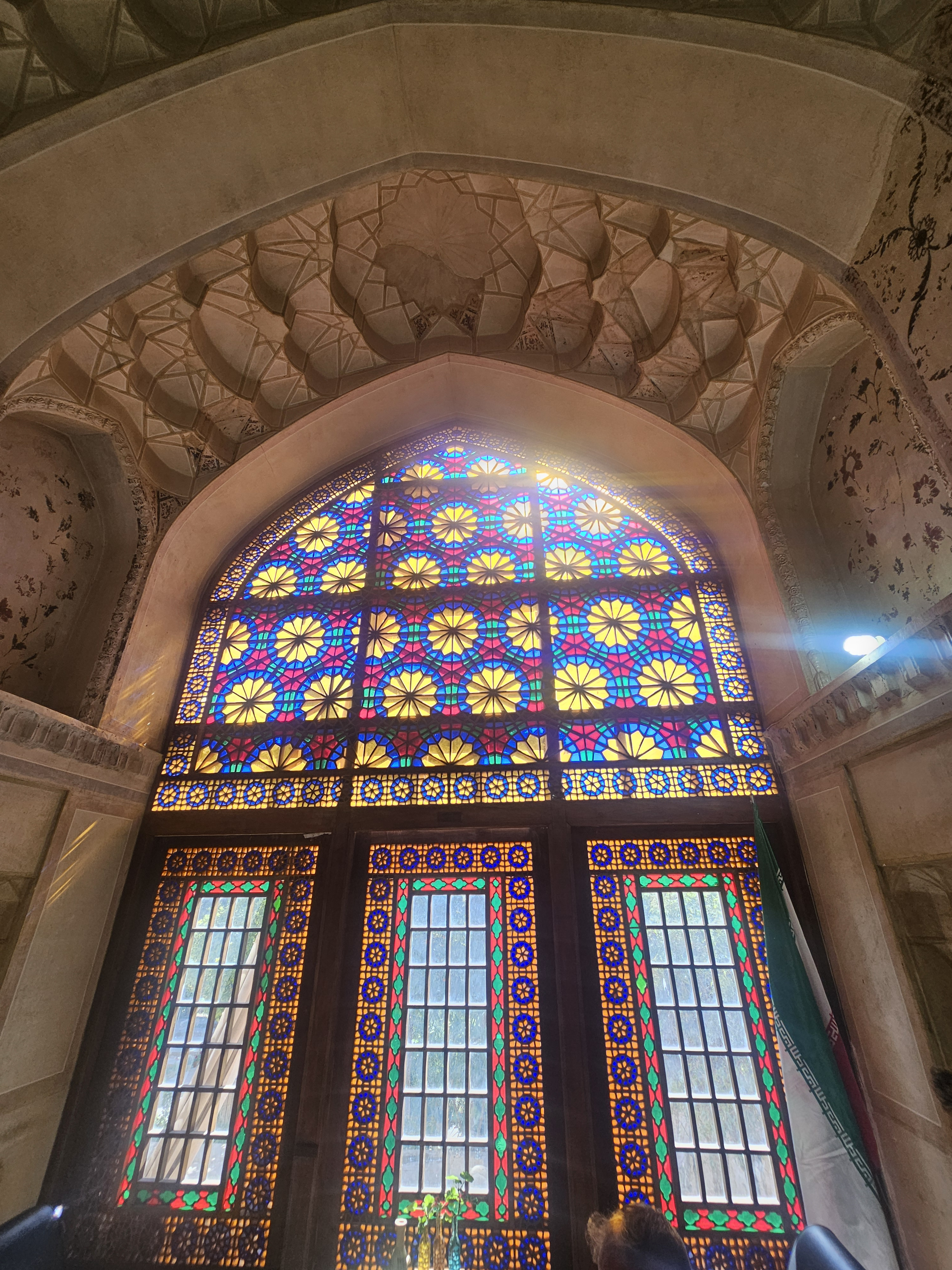
داخل عمارت
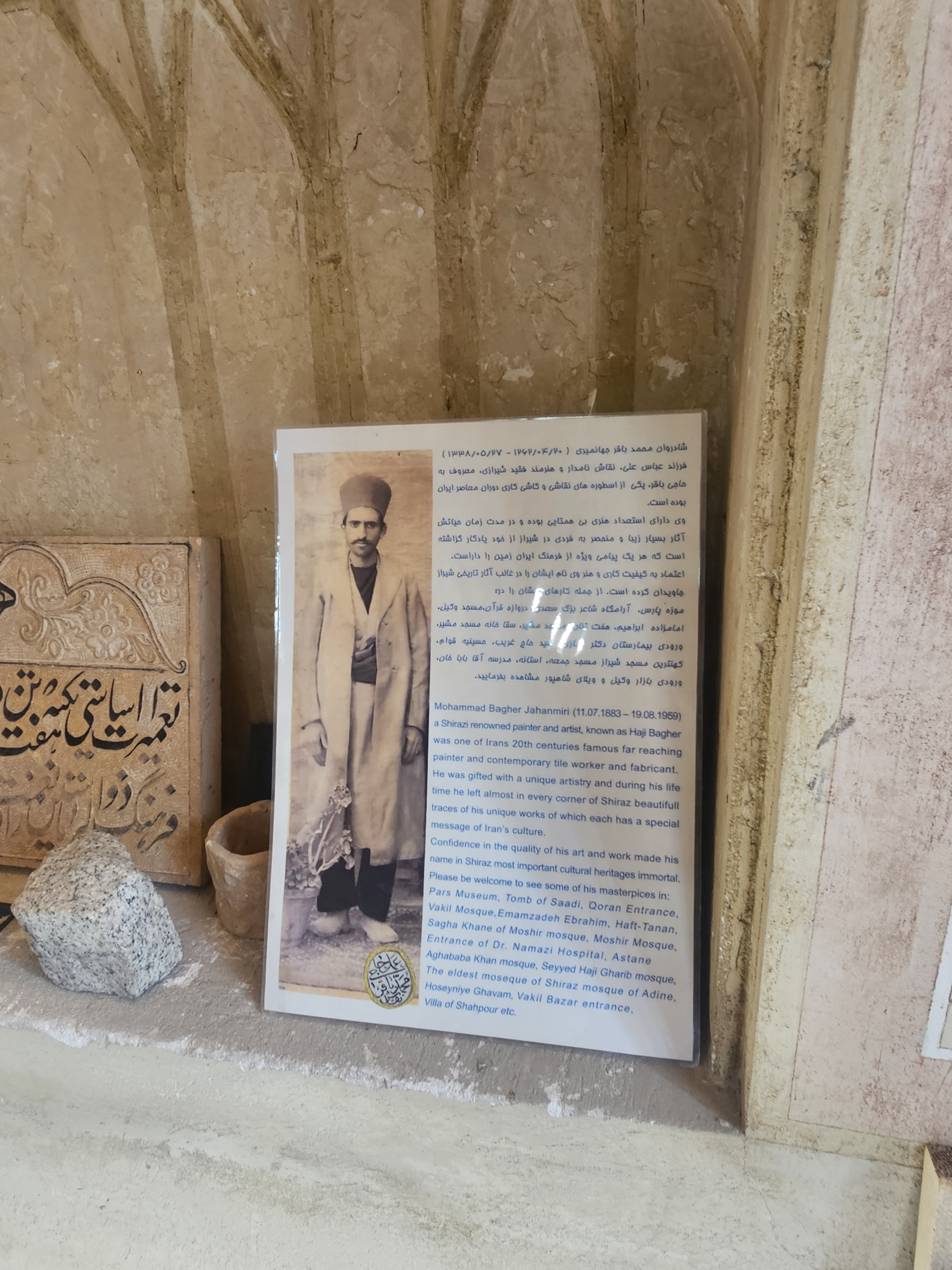
محمدباقر جهانمیری
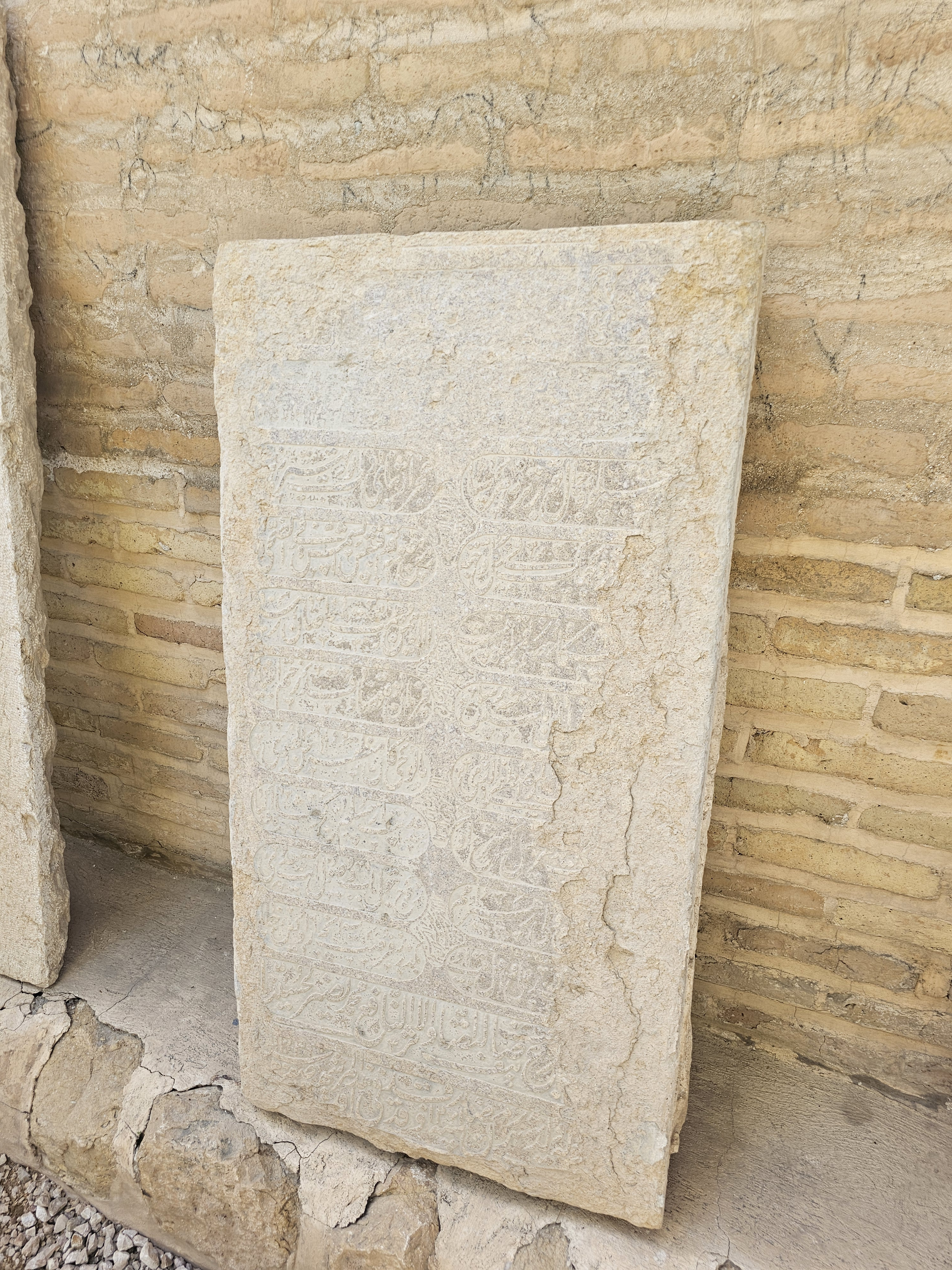
اولین سنگ قبر فرصت‌الدوله شیرازی، ایجاد شده توسط خودش